# Clematis rehderiana
Clematis rehderiana là một loài thực vật có hoa trong họ Mao lương. Loài này được Craib mô tả khoa học đầu tiên năm 1914.

## Hình ảnh

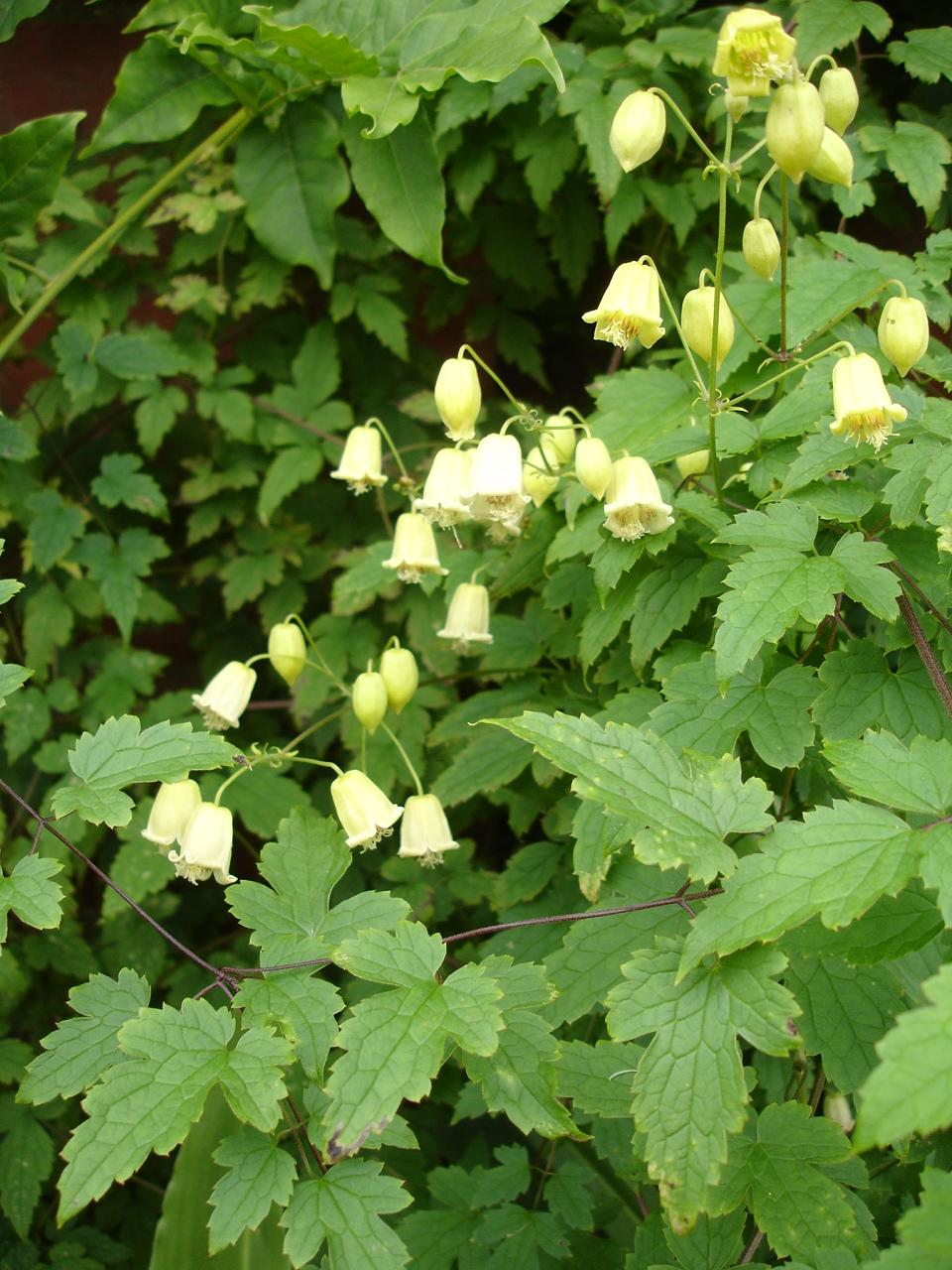
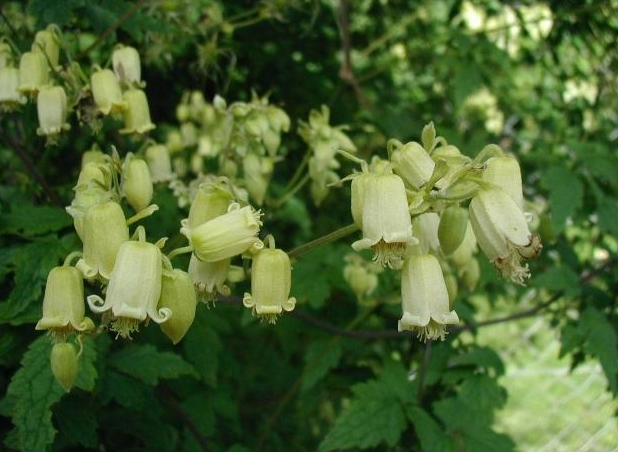
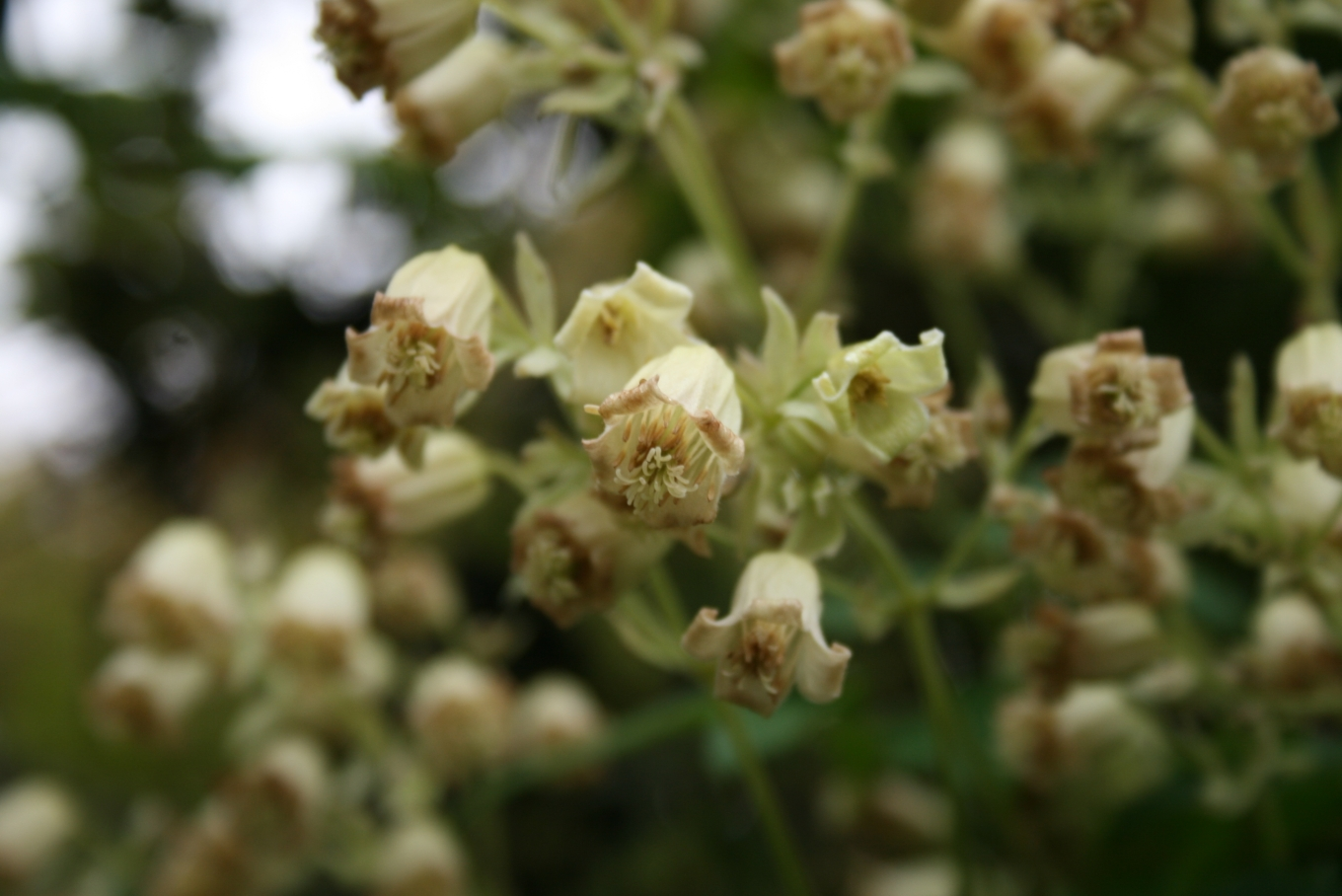